# 広島女学院大学短期大学部
広島女学院大学短期大学部（ひろしまじょがくいんだいがくたんきだいがくぶ、英語: Hiroshima Jogakuin College）は、広島県広島市東区牛田東4-13-1に本部を置いていた日本の私立大学である。1950年に設置され、1995年に廃止された。大学の略称は広島女学院短大。

## 概要

### 大学全体
- 広島県広島市東区に所在した日本の私立短期大学で、設置主体は学校法人広島女学院[1]。
- 国内で最初に認可された短期大学149校[注 1]の1校として、1950年に1学科体制で開学した[2]。以後、学科自体の増設はなし。
- 1992年度の入学生を最後に[注釈 2]、短期大学としての使命を終える[注釈 3]

### 建学の精神（校訓・理念・学是）
- 詳細は右記資料を参照のこと[5]。

### 教育および研究
- 沿革の欄にもあるように、旧来の広島女学院専門学校家事科・被服科が大学の学部に昇格できなかったため、やむを得ず短大を置く形となり、結果的に家政科として40年余り教育を行った。栄養士の養成もとり行っていた。

### 学風および特色
- 大学と同様、メソジスト派を発祥とする、プロテスタント系のキリスト教主義学校（ミッション・スクール）であった。

## 沿革
- 1886年
  - 広島女学会が創設される。
- 1887年
  - 広島英和女学校に改称。
- 1896年
  - 広島女学校に改称される。幼稚園・小学校・高等女学部・保母師範科・専門部を創設。
- 1932年
  - 広島女学院に改組。同時に専門部は広島女学院専門学校となる。
- 1949年
  - 10月 文部省[注釈 4]に短期大学[注 2]の設置認可に関する申請を行う[注 3]。なお、学科・専攻は以下の通りとなっている[注 4]。
    - 家政学科 
      - 生活学専攻 入学定員40名
      - 被服学専攻 入学定員40名
- 1950年
  - 3月14日 左記を以て短期大学の設置が文部省[注釈 4]より認可される[注 5]。
  - 4月1日 左記を以て広島女学院大学短期大学部が以下の学科体制にて開学[注 6]。
    - 家政学科→家政科 入学定員80名
      - 生活学専攻 入学定員40名→上記に変更
      - 被服学専攻 入学定員40名→〃
- 1954年
  - 5月1日 学生数[17]/定員
    - 家政科 175[注釈 5]/160
- 1966年
  - 4月1日 家政科の入学定員を80→140に増員し、なおかつ以下の通り専攻別の分離が行われる[注 7]。
    - 家政専攻 入学定員60名
    - 食物専攻 入学定員80名

  - 5月1日 学生数[21]/定員
    - 家政科 316[注釈 5]/220
- 1967年
  - 5月1日 学生数[22]/定員
    - 家政科
      - 家政専攻 185[注釈 5]/120
      - 食物専攻 172[注釈 5]/160
- 1981年
  - 4月1日 家政科に以下の専攻を増設する[23]。
    - 生活文化専攻 入学定員50名[注 8]

  - 5月1日 学生数[25]/定員
    - 家政科 376[注釈 5]/280
- 1985年
  - 5月1日 学生数[26]/定員
    - 家政科 380[注釈 5]/280
- 1986年
  - 4月1日 以下の通り入学定員増あり[注 9]。
    - 家政科
      - 家政専攻 40→80
      - 生活文化専攻 50→80

  - 5月1日 学生数[32]/定員
    - 家政科 468[注釈 5]/350
- 1987年
  - 5月1日 学生数[33]/定員
    - 家政科 500[注釈 5]/420
- 1991年
  - 4月1日 以下、入学定員増あり[注 10]。
    - 家政科
      - 家政専攻 80→100
      - 生活文化専攻 80→100

  - 5月1日 学生数[38]/定員
    - 家政科 507[注釈 5]/460
- 1992年
  - 4月1日 この年度で短期大学としての学生募集を最終とする[注釈 2]。
  - 5月1日 学生数[39]/定員
    - 家政科 529[注釈 5]/500
- 1993年
  - 5月1日 学生数[40]/定員
    - 家政科 264[注釈 5]/250
- 1994年
  - 5月1日 学生数[41]/定員
    - 家政科 1[注釈 5]/-
- 1995年
  - 6月5日 左記をもって正式に廃止となる[注釈 3]。

## 基礎データ

### 所在地
- 広島県広島市東区牛田東4-13-1[注釈 1]

### 象徴
- 広島女学院大学短期大学部のカレッジマークは右記資料を参照のこと[5]。

## 教育および研究

### 組織

#### 学科
- 家政科
  - 家政専攻 入学定員100名[注釈 6]
  - 食物専攻 入学定員50名[注釈 6]
  - 生活文化専攻 入学定員100名[注釈 6]

#### 専攻科
- なし

#### 別科
- なし

#### 取得資格について
- 中学校教諭二種免許状[注 11]
  - 家庭：家政科家政専攻・生活文化専攻
  - 保健：家政科家政専攻
- 栄養士資格：家政科食物専攻
- 設置当初は、高等学校教諭免許状（家庭・保健）も置かれていた[47]。

### 研究
- 『家政学会誌』[48]

## 対外関係

### 系列校
- 広島女学院大学
- 広島女学院中学校・高等学校

## 関連サイト
- 広島女学院のあゆみ